# Dirk Spierenburg
Dirk Pieter Spierenburg (ur. 4 lutego 1909 w Rotterdamie, zm. 27 sierpnia 2001 w Wassenaar) – holenderski dyplomata i urzędnik państwowy, w latach 1952–1962 członek Wysokiej Władzy Europejskiej Wspólnoty Węgla i Stali (od 1958 w randze pierwszego wiceprzewodniczącego), stały przedstawiciel przy Wspólnotach Europejskich (1963–1971) i NATO (1971–1974).

## Życiorys
Syn agenta ubezpieczeniowego Dirka i Marii Cramerus. Od 1926 do 1928 kształcił się w Wyższej Szkole Nauk Ekonomicznych w Rotterdamie, nie ukończył jednak studiów. Przez kilka lat pracował w sektorze prywatnym. Od 1935 zatrudniony w ministerstwie spraw ekonomicznych, w którym podczas II wojny światowej kierował biurem ds. produkcji i dystrybucji metali. Po wojnie był kierownikiem departamentu, a od 1949 szefem dyrekcji generalnej ds. zagranicznych relacji handlowych. Od kwietnia 1948 do maja 1949 stały przedstawiciel Holandii przy Organizacji Europejskiej Współpracy Gospodarczej. Przewodniczył holenderskiej delegacji negocjującej warunki planu Schumana i grupie roboczej ds. europejskiej unii celnej, a od 1950 do 1951 także Radzie Beneluksu (organie doradczym).
Od 10 sierpnia 1952 do 25 września 1962 członek Wysokiej Władzy Europejskiej Wspólnoty Węgla i Stali, od 1958 w randze pierwszego wiceprzewodniczącego. Odpowiadał m.in. za stosunki zewnętrzne, branżę stalową, transport, koncentrację oraz konkurencję. W kolejnych latach pełnił funkcję stałego przedstawiciela Holandii przy Wspólnotach Europejskich (1963–1971) i NATO (1971–1974), po czym przeszedł na emeryturę. W 1979 kierował komisją, która na zlecenie Roya Jenkinsa opracowywała projekt reform Komisji Europejskiej, odpowiadał także kilkukrotnie za negocjacje holenderskiego rządu.
Od 1937 żonaty z Jugosławianką Milją Ilic, miał trzech synów.

## Odznaczenia
Odznaczony m.in. Orderem Zasługi Cywilnej II klasy (1960).